# Google Answers

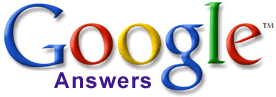
Google Answers 上线时所用的图标

Google Answers是互联网公司Google提供的一个问答平台，其使用收费模式，即提问者需要为回答者付费，回答者是由Google公司所聘請的專家所組成。Google於2002年4月開始此项业务，但因为隨著網際網路普及化，許多網站開始提供免費的類似服務，例如雅虎知識、百度知道等，因此此項服務於2006年12月停止。Google問答是Google推出的問答服務，由谷歌中國團隊獨立研發，是「Commnunity社群」系列產品之一。後來，Google又推出了類似Google Answers的服務叫Google Baraza。